# 센스 N315
센스 N315(Sens N315)는 삼성전자가 2010년 3월에 출시한 넷북 컴퓨터이다.